# David Zinsou Towèdjè
David Zinsou Towèdjè est un homme politique béninois. Il est à la tête de la ville de Zogbodomey située dans le Sud du Bénin. C'est la troisième fois qu'il se faire élire à la tête de la ville. Il est élu sous les couleurs du parti politique béninois Union progressiste. 

## Biographie

### Carrière
Après un premier rejet de sa candidature par ses pairs le jeudi 28 mai 2020, David Zinsou Towèdjè est finalement reconduit  dans ses fonctions le  samedi 06 juin 2020 à la faveur du vote de la loi interprétative du code électoral ,,,,,,.

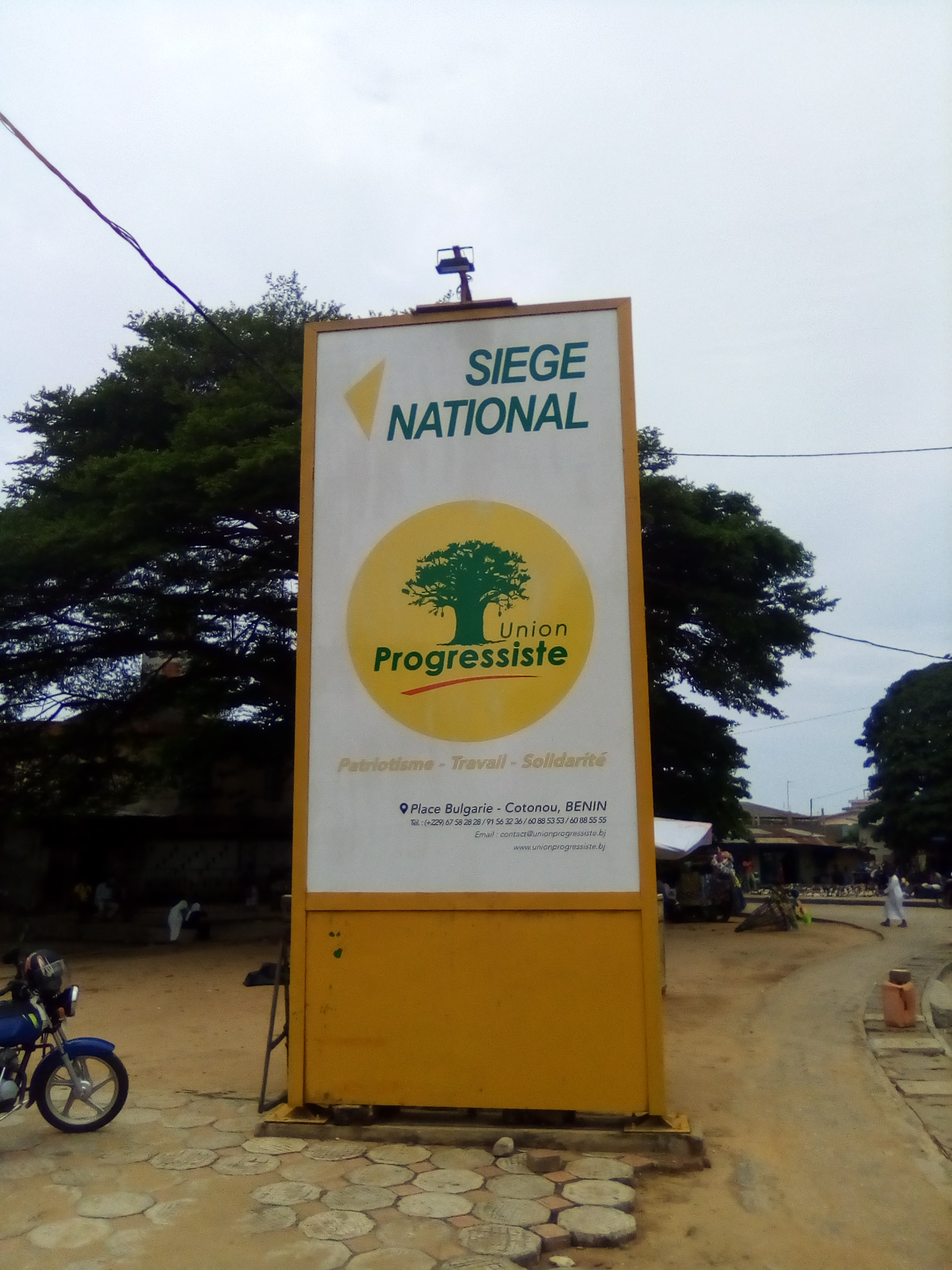
Panneau au siège national de l'union progressiste au Bénin

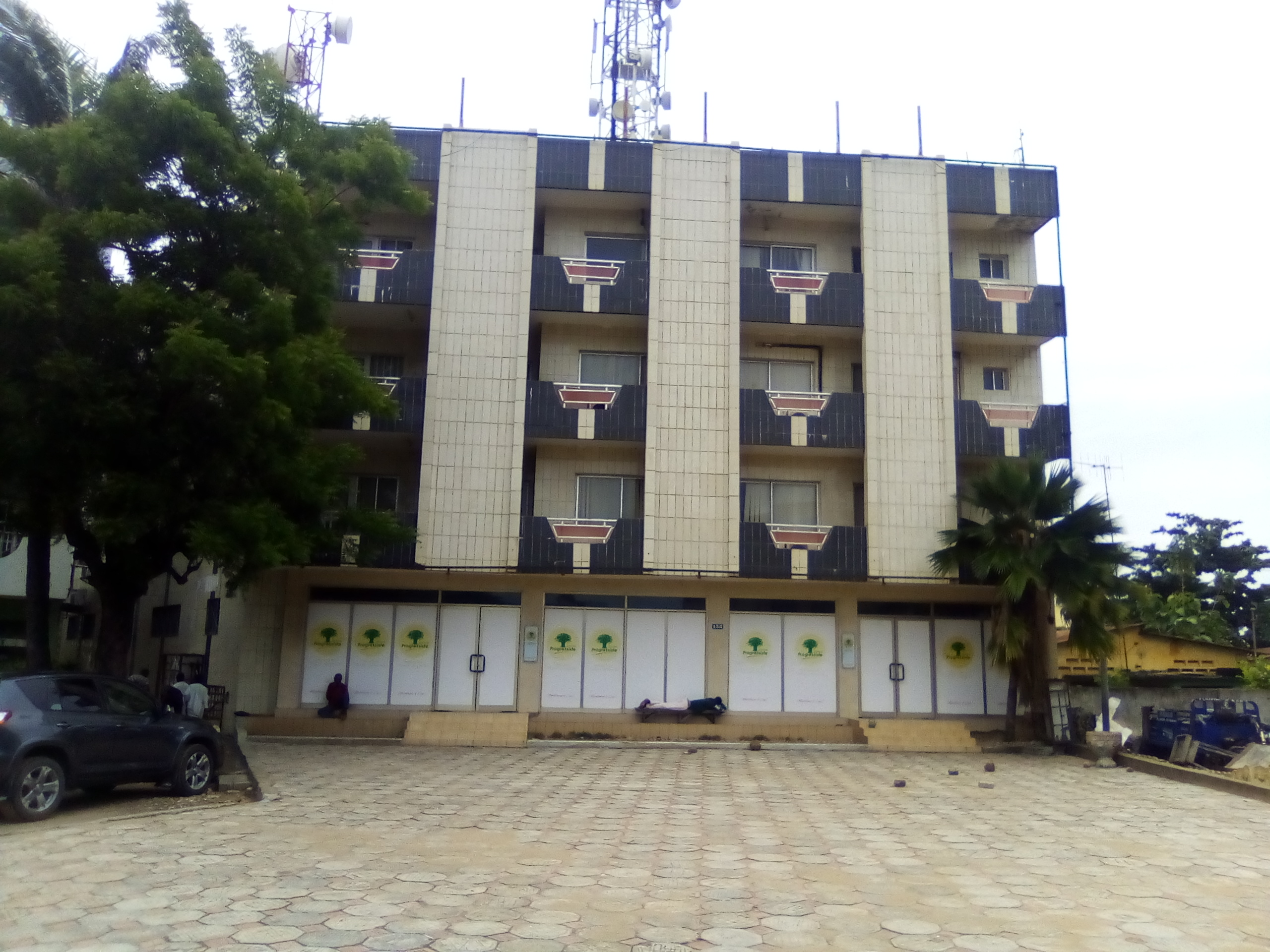
Siège national de l'union progressiste au Bénin